# Kouvchinskaïa Salma
Kouvchinskaïa Salma (en russe : Кувшинская Салма) est une localité de l'okroug urbain d'Aleksandrovsk (une ZATO) de l'oblast de Mourmansk, en Russie arctique. La localité est inhabitée.

## Géographie
Le village de Kouvchinskaïa Salma se situe dans l'oblast de Mourmansk, un oblast de la Laponie, en Russie arctique, et il fait partie du district fédéral du Nord-Ouest. Le village fait partie de l'okroug urbain d'Aleksandrovsk une subdivision de l'oblast.  
Kouvchinskaïa Salma, comme tout l'oblast de Mourmansk, est située dans le fuseau horaire MSK (heure de Moscou). Le décalage horaire appliqué par rapport au temps universel coordonné est +03:00.

## Démographie
Recensements (*) et estimations de la population,:
| 2002 * | 2010* | - | - |
| ------ | ----- | - | - |
| 860    | 0     | - | - |